# Patrick Deyto
Patrick Deyto (Manila, 15 febbraio 1990) è un calciatore filippino, portiere del Kaya-Iloilo.

## Carriera

### Club
Prodotto delle giovanili del Green Archers Utd, compie il suo debutto in prima squadra nel 2012.
Il 15 luglio 2014 passa al Global.

### Nazionale
Riceve la sua prima convocazione in nazionale il 1º marzo 2014, per un'amichevole contro la Malesia. Per via dell'inaspettata assenza del portiere Roland Müller, Deyto compie il suo esordio nella medesima occasione venendo schierato titolare dal CT Thomas Dooley.
Divenuto ora terzo portiere alle spalle di Etheridge e Müller, viene convocato per la AFC Challenge Cup 2014 senza però disputare alcuna partita. Gioca stabilmente titolare in occasione della AFF Suzuki Cup 2014.

## Statistiche

### Cronologia presenze e reti in nazionale
| Cronologia completa delle presenze e delle reti in nazionale ― Filippine | Cronologia completa delle presenze e delle reti in nazionale ― Filippine | Cronologia completa delle presenze e delle reti in nazionale ― Filippine | Cronologia completa delle presenze e delle reti in nazionale ― Filippine | Cronologia completa delle presenze e delle reti in nazionale ― Filippine | Cronologia completa delle presenze e delle reti in nazionale ― Filippine | Cronologia completa delle presenze e delle reti in nazionale ― Filippine | Cronologia completa delle presenze e delle reti in nazionale ― Filippine |
| Data                                                                     | Città                                                                    | In casa                                                                  | Risultato                                                                | Ospiti                                                                   | Competizione                                                             | Reti                                                                     | Note                                                                     |
| ------------------------------------------------------------------------ | ------------------------------------------------------------------------ | ------------------------------------------------------------------------ | ------------------------------------------------------------------------ | ------------------------------------------------------------------------ | ------------------------------------------------------------------------ | ------------------------------------------------------------------------ | ------------------------------------------------------------------------ |
| 1-3-2014                                                                 | Selayang                                                                 | Malaysia                                                                 | 0 – 0                                                                    | Filippine                                                                | Amichevole                                                               | -                                                                        |                                                                          |
| 5-3-2014                                                                 | Dubai                                                                    | Azerbaigian                                                              | 1 – 0                                                                    | Filippine                                                                | Amichevole                                                               | -1                                                                       |                                                                          |
| 27-4-2014                                                                | Cebu                                                                     | Filippine                                                                | 0 – 0                                                                    | Malaysia                                                                 | Amichevole                                                               | -                                                                        |                                                                          |
| 12-10-2014                                                               | Manila                                                                   | Filippine                                                                | 5 – 0                                                                    | Papua Nuova Guinea                                                       | Amichevole                                                               | -                                                                        |                                                                          |
| 31-10-2014                                                               | Doha                                                                     | Nepal                                                                    | 0 – 3                                                                    | Filippine                                                                | Amichevole                                                               | -                                                                        |                                                                          |
| 9-11-2014                                                                | Bangkok                                                                  | Thailandia                                                               | 3 – 0                                                                    | Filippine                                                                | Amichevole                                                               | -3                                                                       |                                                                          |
| 14-11-2014                                                               | Manila                                                                   | Filippine                                                                | 3 – 0                                                                    | Cambogia                                                                 | Amichevole                                                               | -                                                                        | 83’                                                                      |
| 22-11-2014                                                               | Hanoi                                                                    | Filippine                                                                | 4 – 1                                                                    | Laos                                                                     | AFF Suzuki Cup                                                           | -1                                                                       |                                                                          |
| 25-11-2014                                                               | Hanoi                                                                    | Filippine                                                                | 4 – 0                                                                    | Indonesia                                                                | AFF Suzuki Cup                                                           | -                                                                        |                                                                          |
| 28-11-2014                                                               | Hanoi                                                                    | Vietnam                                                                  | 3 – 1                                                                    | Filippine                                                                | AFF Suzuki Cup                                                           | -3                                                                       |                                                                          |
| 6-12-2014                                                                | Manila                                                                   | Filippine                                                                | 0 – 0                                                                    | Thailandia                                                               | AFF Suzuki Cup                                                           | -                                                                        |                                                                          |
| 10-12-2014                                                               | Bangkok                                                                  | Thailandia                                                               | 3 – 0                                                                    | Filippine                                                                | AFF Suzuki Cup                                                           | -3                                                                       |                                                                          |
| 7-10-2016                                                                | Manila                                                                   | Filippine                                                                | 1 – 3                                                                    | Bahrein                                                                  | Amichevole                                                               | -3                                                                       |                                                                          |
| 9-11-2016                                                                | Manila                                                                   | Filippine                                                                | 1 – 0                                                                    | Kirghizistan                                                             | Amichevole                                                               | -                                                                        | 45’                                                                      |
| 7-6-2017                                                                 | Guangzhou                                                                | Cina                                                                     | 8 – 1                                                                    | Filippine                                                                | Amichevole                                                               | -8                                                                       |                                                                          |
| 13-6-2017                                                                | Dušanbe                                                                  | Tagikistan                                                               | 3 – 4                                                                    | Filippine                                                                | Qual. Coppa d'Asia 2019                                                  | -3                                                                       |                                                                          |
| 6-12-2018                                                                | Hanoi                                                                    | Vietnam                                                                  | 2 – 1                                                                    | Filippine                                                                | Coppa AFF 2018 - Semifinale                                              | -2                                                                       |                                                                          |
| 15-6-2023                                                                | Manila                                                                   | Filippine                                                                | 1 – 0                                                                    | Nepal                                                                    | Amichevole                                                               | -                                                                        |                                                                          |
| Totale                                                                   |                                                                          | Presenze                                                                 | 18                                                                       |                                                                          | Reti                                                                     | -27                                                                      |                                                                          |

## Palmarès

### Club

#### Competizioni nazionali
- Football League (Filippine): 1

Kaya–Iloilo: 2024